# Ochthebius montenegrinus
Ochthebius montenegrinus är en skalbaggsart som först beskrevs av Ludwig Ganglbauer 1901.  Ochthebius montenegrinus ingår i släktet Ochthebius och familjen vattenbrynsbaggar. Inga underarter finns listade i Catalogue of Life.